# 康佳グループ
康佳グループ（コンカ・グループ、中国語: 康佳集団、ピン音：Kāngjiā Jítuán、英語: Konka Group Co., Ltd.）は、中華人民共和国広東省深圳市に本社を置き、深圳証券取引所に上場している電子機器製造業企業。
特に薄型テレビの分野では、スカイワース、ハイセンス、TCL、長虹電器、ハイアールとともに中国を代表する大手メーカーとされる。

## 沿革
1980年に中国と香港の合弁事業として光明華僑電子工業公司（光明华侨电子工业公司）が深圳市に設立された。同年から「康佳」を商標として使い始め、1984年からテレビ受像機の製造も始めた。1987年には深圳康佳電子有限公司（深圳康佳电子有限公司）と改称し、さらに1991年には「股份制公司」（株式会社）となって、社名は深圳康佳電子（集団）股份有限公司（深圳康佳电子（集团）股份有限公司、Shenzhen Konka Electronic Group Co., Ltd.）となった。1995年には、康佳集団股份有限公司 (康佳集团股份有限公司、Konka Group Co., Ltd.) に社名を改称した。
この間、1992年には、深圳証券取引所に上場した。
同社は、深圳市に本社を置く電子機器製造業企業であるが、広東省の各地に製造拠点を展開している。中国国内市場向けにも、海外市場向けにも、製品を送り出している。
2018年3月時点では、同社はグループ傘下に4社の主要な企業をもっており、それぞれ、家庭用電子機器、カーラー・テレビ、デジタルサイネージ、大型家電（冷蔵庫など）を扱っている。

## Konka E-display Co.
2001年6月に設立された深圳市康佳台視界商業顕示有限公司（深圳市康佳壹视界商业显示有限公司、Shenzhen Konka E-display Co., Ltd.）は、康佳グループが全額出資した子会社であり、専門的なディスプレイ製造事業者として、屋内用、屋外用を問わず世界中の様々なデジタルサイネージに用いられているLEDディスプレイ、LCDビデオ・ウォール、給電設備、調整システムなどを開発、製造、販売しており、様々な集中管理センターや、DOOH 用の広告ディスプレイ、広告、メディア、娯楽イベント、スタジアム、テレビ放送、教育、交通などに用いられている。

## 日本での展開
2022年10月、株式会社GRトレードと康佳グループがテレビ事業全般の日本総代理店契約を締結し、同年12月に日本国内においてスマートテレビの販売を開始した。

## 主な製品
- テレビ受像機
- デジタルサイネージ LCD/LED
- 冷蔵庫、台所用家電各種